# Solo fiori
Solo fiori è un EP di Paolo Benvegnù, pubblicato il 28 aprile 2023

## Descrizione
Anticipato dal singolo Non esiste altro, in collaborazione con Malika Ayane, è composto da 5 brani. Hanno preso parte alla realizzazione di questo album Tommaso Colliva, in veste di produttore del brano Italia pornografica, e Tazio Aprile come pianista in Non esiste altro. Viene seguito da un tour che porta Benvegnù a esibirsi, tra l'altro, al Concerto del Primo Maggio di Roma.

## Tracce
1. Italia pornografica – 3:16
2. Our love song – 4:29
3. Non esiste altro (feat. Malika Ayane) – 4:33
4. 27/12 – 3:56
5. Tulipani – 5:00

## Formazione
- Paolo Benvegnù – voce e chitarra
- Luca Baldini – basso elettrico
- Daniele Berioli – batteria
- Gabriele Berioli –  chitarra elettrica
- Saverio Zacchei – sintetizzatori
- Tazio Aprile –  pianoforte